# RHINO (squat)
Pour les articles homonymes, voir Rhino.

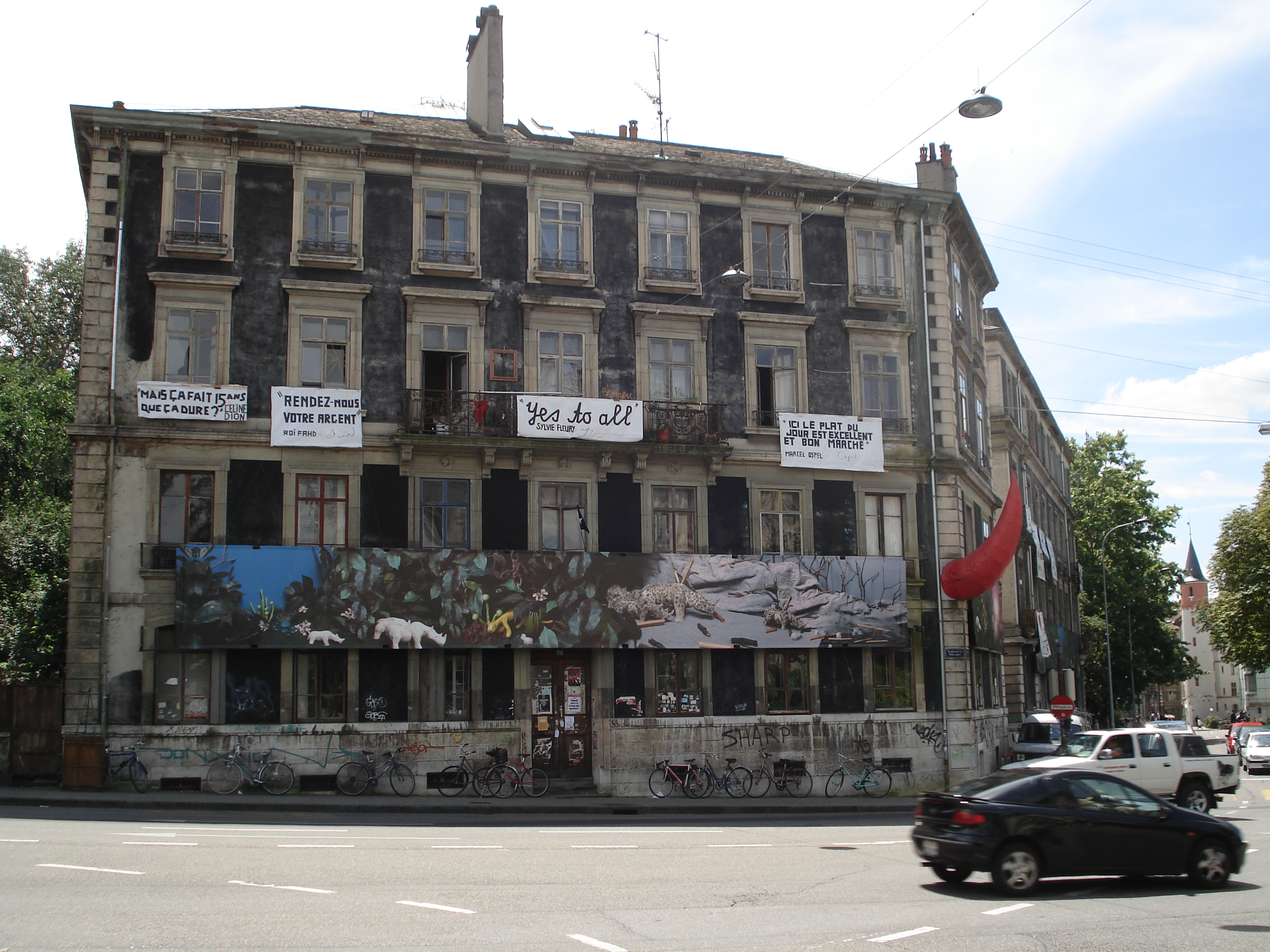
Squat RHINO avec la célèbre corne rouge

RHINO, acronyme de « Retour des Habitants dans les Immeubles Non Occupés », est le nom de l'un des plus célèbres squats de Genève (Suisse).
Emblématique du mouvement squat qui s'est développé à Genève dans les années 1980, sur fond de grave pénurie de logements et d'une spéculation immobilière galopante, il occupe de 1988 à 2007 les immeubles situés au numéro 24 du boulevard des Philosophes et 12 et 14 du boulevard de la Tour, à quelques centaines de mètres du bâtiment principal de l'Université de Genève. Il était identifiable par une gigantesque corne de rhinocéros rouge accrochée à sa façade le 28 septembre 1997.

## Histoire
En avril 1988, une association homonyme est fondée pour loger ses membres de « façon communautaire et économique » et promouvoir le bail associatif qui implique une participation active des habitants à la gestion de leur habitat.
L'occupation de l'immeuble en était réservée qu'aux membres de l'association, qui pour empêcher toute dérive et les indésirables (dealers de drogue, marginaux,  simples profiteurs etc) posèrent un digicode à l'entrée.
On ignore également si les membres de ce collectif ont versé un loyer "juste" aux propriétaire de l'immeuble ou s'ils l'ont occupé gratuitement.
Elle occupe les immeubles vides en novembre 1988. En 1990, un projet prévoyant la destruction d'une partie des bâtiments et des loyers élevés est rejeté par les autorités. En 1994, un autre projet échoue à la suite d'un recours de l'ASLOCA pour des loyers considérés comme trop élevés. En février et mai 1997, la ville puis le canton refusent de racheter les immeubles. Le 3 août, le département des travaux publics octroie une autorisation de construire, un bonus à la rénovation et une subvention pour un nouveau projet des propriétaires grâce auxquels les loyers nominaux resteraient modérés. L'association dépose une pétition pour dénoncer un projet « à caractère finalement spéculatif ». Des rencontres entre les représentants de l'association et les propriétaires pour proposer à RHINO de racheter les immeubles échouent en décembre 1997. En 2003, la ville passée à gauche tente d'acquérir les immeubles mais les propriétaires refusent.
L'association lance en avril 2005 une initiative populaire cantonale qui aboutit officiellement le 16 novembre 2005 avec 11 807 signatures. Cette initiative, qui demande l'expropriation des immeubles et leur mise à disposition de l'association RHINO afin de créer une coopérative, est invalidée par le Grand Conseil ainsi que par le Tribunal fédéral dans un arrêt publié le 28 février 2007. 
L'association est dissoute sur une décision du Tribunal fédéral le 14 mai 2007 à la suite d'une procédure judiciaire initiée par les propriétaires des immeubles et visant à démontrer que l'association poursuit des buts illicites. La Cour de justice du canton de Genève avait déjà prononcé la dissolution de cette association le 15 décembre 2006, confirmant ainsi un précédent jugement du Tribunal cantonal de première instance. La fortune de l'association, environ 300 000 francs[réf. nécessaire], est confisquée par la justice et la gestion du squat RHINO est donc reprise par le « collectif Rhino », l'identité des membres de ce collectif n'a apparemment pas été publiée.
Le 23 juillet 2007, le squat est évacué par la police genevoise sur ordre du procureur général de Genève Daniel Zappelli. Le quotidien La Tribune de Genève publie le 27 juillet une interview du rapporteur spécial de l'ONU sur le logement qui s'inquiète de la manière dont l'expulsion du squat a été réalisée.
Néanmoins, le 11 octobre 2011 les squatteurs gagnent leur procès contre la Suisse devant la Cour européenne des droits de l'homme. La dissolution de l'association Rhino est jugée contraire à la liberté d'association protégée par l'article 11 de la Convention européenne des droits de l'homme.

## Le Bistr'ok et la Cave 12
RHINO abritait un restaurant peu onéreux, le Bistr'ok, ouvert à midi et le soir. Le squat a également accueilli occasionnellement diverses manifestations qu'elles soient musicales ou cinématographiques, ainsi qu'une salle de concerts : la Cave 12. Cette dernière programmait régulièrement des types de musiques dites « expérimentales », tous genres confondus : électrique, acoustique, improvisée, composée, électronique, etc. La programmation de cette salle a été subventionnée par le département des affaires culturelles de la ville de Genève à hauteur de 60 000 francs suisses par année entre 2003 et 2007.
À la suite de l'évacuation de RHINO, les programmateurs ont trouvé provisoirement asile au sein d'autres structures culturelles, comme l'AMR ou L'Usine.